# 中華民國駐史瓦帝尼大使館
中華民國駐史瓦帝尼王國大使館（英語：Embassy of the Republic of China (Taiwan) in the Kingdom of Eswatini）是中華民國駐在史瓦帝尼首都墨巴本的大使館。兩國自1968年史國獨立起即一直維持著外交關係。
史瓦帝尼設於中華民國的相對機構為史瓦帝尼王國駐華大使館。

## 歷史
史瓦帝尼王國於1968年（民國57年）9月6日自英國獨立，中華民國於是日起和該國建交，同年11月21日在史瓦帝尼首都墨巴本設立大使館。截至2014年為止，中華民國駐史瓦帝尼大使館曾是該國境內僅有的四個外國使館之一（其它三個分別是美國大使館、南非大使館和莫三比克高級專員公署），不過卡達現亦於墨巴本設有大使館。
中華民國沒有在莫三比克派駐使館，而由駐史瓦帝尼大使館兼轄對莫三比克事務。莫三比克自1975年從葡萄牙獨立以來，始終和北京保持外交關係。
2018年4月19日，國王恩史瓦帝三世宣布將英語國名由改為。中文譯名方面，臺灣由「史瓦濟蘭」改為「史瓦帝尼」；中國大陸則維持原名「斯威士蘭」。

## 兩國關係
史瓦帝尼是世界上少數承認中華民國政府的國家之一，2018年起是非洲唯一一個與中華人民共和國政府沒有亦未曾建立外交關係的國家。
1968年9月6日史瓦帝尼王國獨立，中華民國與史瓦帝尼於當日建交。同年10月任命駐約翰尼斯堡總領事羅明元兼任駐史瓦帝尼大使。11月21日在史瓦帝尼首都墨巴本設立大使館。1990年至2000年間，史瓦帝尼王國曾以駐大韓民國大使兼任駐中華民國大使。2000年1月26日史瓦帝尼政府在臺北市設立駐華大使館。

## 外部連結
- 史瓦帝尼王國大使館 （页面存档备份，存于）